# Théorie des cuillères

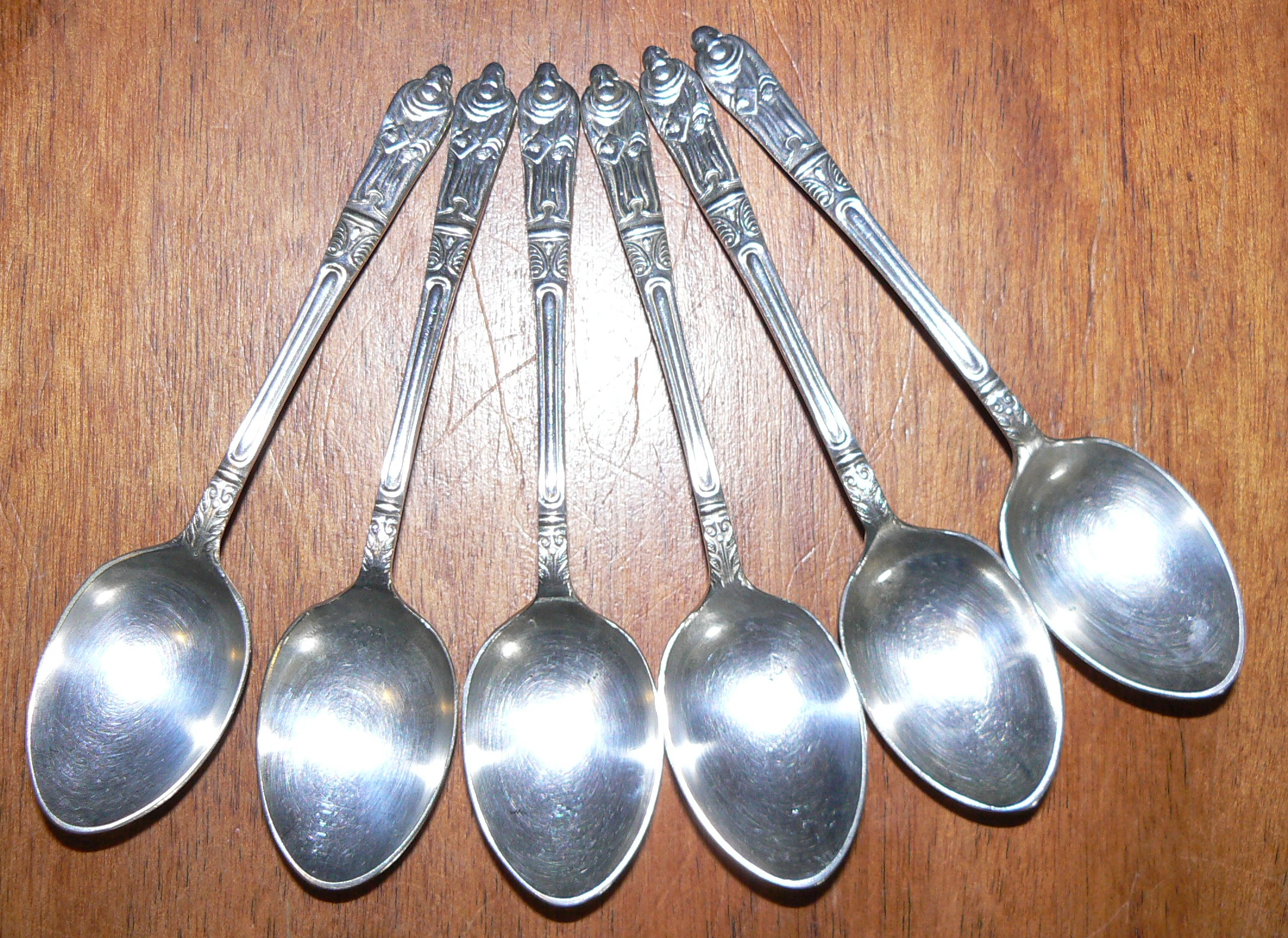
Un individu ne dispose que d'un nombre limité de « cuillères » pour une journée, cuillères qui sont consommées par ses différentes activités tout au long de la journée.

La théorie des cuillères est une métaphore utilisée pour expliquer et illustrer la gestion de l'énergie physique et/ou mentale par rapport aux activités quotidiennes qu'une personne handicapée ou malade chronique doit effectuer. Chaque activité du quotidien qu'une personne effectue consomme une ou plusieurs « cuillères », qui représente une unité d'énergie, sachant que les personnes ayant une fatigue chronique ne disposent pour chaque jour que d'un nombre limité de cuillères. Une personne handicapée doit choisir et sélectionner ses activités, parfois considérées comme anodines (se lever, s'habiller, faire un déplacement), en fonction du nombre de cuillères qu'il lui reste, tandis qu'une personne valide dispose d'une quantité supérieure de cuillères.
Cette métaphore est utilisée pour décrire la gestion de l'énergie que beaucoup de personnes handicapées doivent mettre en œuvre pour conserver assez d'énergie pour accomplir les activités de la vie quotidienne alors qu'elles sont souvent considérées comme paresseuses. La gestion de la consommation d'énergie consacrée aux tâches quotidiennes a été décrite comme étant une préoccupation majeure des personnes ayant un handicap chronique, ou un handicap ou une affection engendrant une fatigue importante. Cette théorie est notamment utilisée pour expliquer aux personnes valides la fatigue, et la gestion et le choix de ses activités quotidiennes dans le cadre du handicap chronique,,.
La théorie des cuillères fait l'objet de nombreuses discussions au sein des communautés en ligne de personnes handicapées.

## Origine
Le terme de cuillères est utilisé en 2003 par Christine Miserandino dans son essai The Spoon Theory,, Cet essai décrit une conversation entre Miserandino et une amie, qui demande quelle est la fatigue qu'engendre le fait d'avoir le lupus. Miserandino rassemble alors douze cuillères en guise d'aide visuelle et demande à son interlocutrice de lui énumérer les différentes activités de sa journée, en ôtant une cuillère pour chaque activité, lui montrant ainsi que ses cuillères, qui représentent son énergie, doivent être rationnées pour éviter de s’épuiser avant la fin de la journée. Miserandino explique également qu'il est possible de dépasser sa limite quotidienne de cuillères, mais que cela implique alors d'emprunter des cuillères aux jours suivants et donc de ne pas avoir assez de cuillères pour le lendemain. Miserandino suggère que la théorie des cuillères peut être utilisée pour expliquer l'expérience de vivre avec une maladie ou un handicap. 
Dans un article de 2016 paru dans le Sydney Morning Herald, la rédactrice Naomi Chainey, atteinte du syndrome de fatigue chronique décrit comment cette théorie peut également s'appliquer aux personnes ayant une affection ou un trouble de nature mentale, cognitive ou sociale comme dans le cas de l'autisme ou de la dépression, tant qu'il s'agit de troubles chroniques. Elle note qu'il s'agit le plus souvent d'une théorie applicable aux personnes ayant un handicap invisible, car les personnes ne présentant aucune manifestation extérieure de leur trouble sont souvent perçues comme paresseuses ou peu aptes à gérer leur temps par les personnes n'ayant pas de connaissance en matière de fatigue chronique. Elle note également comment ce terme a été approprié par des membres de la communauté handicapée.

## Considérations particulières
Le coût en cuillères d'une tâche n'est pas le même d'une personne à une autre, mais pas non plus le même selon les moments pour une même personne : une tâche qui prend un certain nombre de cuillères à un moment peut en prendre beaucoup plus ou beaucoup moins à un autre, voire permettre d'en récupérer.  
Selon la théorie des cuillères, les cuillères (unités d'énergie) peuvent être remplacées partiellement ou totalement grâce à du repos ou du sommeil. Cependant, les personnes souffrant de maladies chroniques, telles que les maladies auto-immunes, et de divers handicaps peuvent présenter des troubles du sommeil. Cela peut entraîner une faible récupération. Certaines personnes handicapées ne sont pas fatiguées par leur handicap lui-même mais davantage par l'effort que requiert le fait de ne pas passer pour une personne handicapée, effort qui leur coûte des cuillères au quotidien.  

## Crédits
- (en) Cet article est partiellement ou en totalité issu de l’article de Wikipédia en anglais intitulé « Spoon theory » (voir la liste des auteurs).